# FCウファ
FCウファ（ロシア語: Футбольный клуб Уфа、英語: Football Club Ufa ）は、ロシア・バシコルトスタン共和国、ウファを本拠地とするサッカークラブである。2009年から2010年まで活動していたБашинформсвязь-Динамоに基づいて2010年12月23日に設立された。

## 歴史
2010年半ばにバシコルトスタン共和国の大統領であるルステム・ハミトフはウファにプレミアリーグレベルのクラブを設立する必要性を語った。クラブは3部リーグに所属していたБашинформсвязь-Динамоを元に基礎を形成した。クラブの名称はサルマートとされる予定であったがルステム・ハミトフは反対していた。最終的にクラブ名は「FCウファ」に決定され、クラブは2部昇格を目標に定められた。初代監督はアンドレイ・カンチェルスキスとなり、コーチ・コンサルタントにはアナトリー・ブイショヴェツが就任する予定であったがブイショヴェツは断った。

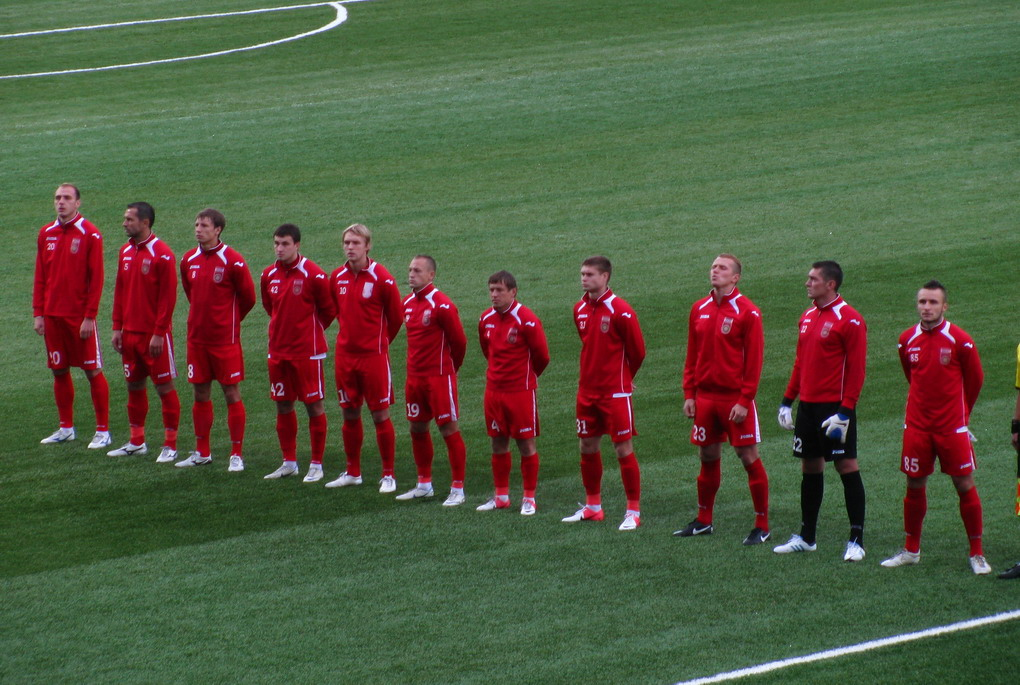
2012-13シーズンのFCウファの選手（ロシア・カップ-ラウンド32のFCウラル戦 - 2012年9月2日）

クラブ最初の公式試合はロシア・カップのСызрань-2003との試合である。試合はPK戦まで縺れ込んだが3-4で敗れた。FCウファは3部リーグのウラル-ヴォルガのゾーンに組み込まれ、2011年4月24日にリーグ戦が開幕をした。第1節のFCチュメニとの試合 (3-1)ではコンスタンチン・イオノフが3得点を挙げる活躍をしてクラブ初勝利を記録した。2012年5月18日、監督のカンチェルスキスとクラブは双方同意の下で契約を終了した。5月20日のFCヒミク・ジェルジンスク戦はアンドレイ・マライが暫定監督として指揮を執った。同月21日、イーゴリ・コリヴァノフが監督に就任することが発表された。2011/12シーズンのリーグ戦は2位に終わり、本来なら昇格することは出来なかったが、2部に所属していたFCディナモ・ブリャンスクがライセンス剥奪（降格）されたために席が空き、2部へのライセンスを持つ唯一の3部クラブであるFCウファの昇格が決定された。
2013-14シーズンは2部で4位になり、昇格プレーオフでもFCトム・トムスクに勝利し、ロシア・プレミアリーグへの初昇格を決めた。
2014年7月、浦和レッドダイヤモンズに所属していた赤星貴文が加入した。
2017-18シーズンは、元ロシア代表のセルゲイ・セマク監督に率いられたチームは6位と躍進し、FKトスノの財政難によるUEFAヨーロッパリーグ 2018-19出場権剥奪に伴い、繰り上げで予選2回戦からの出場となった。
2020-21シーズンは設立10周年でクラブカラーを紫と白に変更。
2021-22シーズンは直接降格をさけたが、降格決定戦に進出。FKオレンブルクとの降格決定戦に敗北し、2部リーグに降格された。
2022-23シーズンはBetBoomをスポンサーとして失うが、バシコルトスタン共和国が新スポンサーとして追加された。3部リーグに連続降格された。
2023-24シーズンは3部リーグで1位として終了し、2部リーグに再昇格が決定された。

## タイトル

### 国内タイトル
- 3部リーグ：1回
  - 2023-24

### 国際タイトル
- コランティナ・ホームズカップ：2回
  - 2017, 2018

## 過去の成績
| シーズン | リーグ                         | 順位         | 試 | 勝 | 分 | 負 | 得 | 失 | 点 | ロシア・カップ            |
| -------- | ------------------------------ | ------------ | -- | -- | -- | -- | -- | -- | -- | ------------------------- |
| 2011-12  | 3部                            | 2位（昇格）  | 39 | 25 | 11 | 3  | 54 | 19 | 86 | 2回戦敗退                 |
| 2012-13  | 2部                            | 6位          | 32 | 13 | 9  | 10 | 31 | 30 | 48 | 4回戦敗退                 |
| 2013-14  | 2部                            | 4位（昇格）  | 36 | 17 | 10 | 9  | 46 | 35 | 61 | 4回戦敗退                 |
| 2014-15  | プレミア                       | 12位         | 30 | 7  | 10 | 13 | 26 | 39 | 31 | ベスト16                  |
| 2015-16  | プレミア                       | 12位         | 30 | 6  | 9  | 15 | 25 | 44 | 27 | 準々決勝敗退              |
| 2016-17  | プレミア                       | 7位          | 30 | 12 | 7  | 11 | 22 | 25 | 43 | 準決勝敗退                |
| 2017-18  | プレミア                       | 6位          | 30 | 11 | 10 | 9  | 34 | 30 | 43 | ベスト32                  |
| 2018-19  | プレミア                       | 14位         | 30 | 5  | 11 | 14 | 24 | 34 | 26 | ベスト32                  |
| 2019-20  | プレミア                       | 9位          | 30 | 8  | 14 | 8  | 22 | 24 | 38 | ベスト16                  |
| 2020-21  | プレミア                       | 13位         | 30 | 6  | 7  | 17 | 26 | 46 | 25 | 準々決勝敗退              |
| 2021-22  | プレミア                       | 14位（降格） | 30 | 6  | 12 | 12 | 29 | 40 | 30 | エリートグループ敗退      |
| 2022-23  | 2部                            | 14位（降格） | 34 | 8  | 8  | 18 | 35 | 46 | 32 | 地方準々決勝ステージ1敗退 |
| 2023-24  | 3部Aゴールドグループ ステージ1 | 2位          | 18 | 9  | 4  | 5  | 23 | 10 | 31 | ベスト16                  |
| 2023-24  | 3部Aゴールドグループ ステージ2 | 1位（昇格）  | 18 | 9  | 6  | 3  | 26 | 9  | 33 | ベスト16                  |

## 欧州の成績
| シーズン | 大会                 | ラウンド   | 対戦相手                   | ホーム | アウェー | 合計    |  |
| -------- | -------------------- | ---------- | -------------------------- | ------ | -------- | ------- |  |
| 2018-19  | UEFAヨーロッパリーグ | 予選2回戦  | ドムジャレ                 | 0–0    | 1–1      | 1–1 (a) |  |
| 2018-19  | UEFAヨーロッパリーグ | 予選3回戦  | プログレス・ニーダーコルン | 2–1    | 2–2      | 4–3     |  |
| 2018-19  | UEFAヨーロッパリーグ | プレーオフ | レンジャーズ               | 1–1    | 0–1      | 1–2     |  |

## 現所属メンバー
2018年12月1日現在
注：選手の国籍表記はFIFAの定めた代表資格ルールに基づく。
| No. | Pos. |              | 選手名                       |
| --- | ---- | ------------ | ---------------------------- |
| 1   | GK   | ロシア       | アレクセイ・チェルノフ       |
| 3   | DF   | ロシア       | パヴェル・アリキン           |
| 4   | DF   | ロシア       | アレクセイ・ニキティン       |
| 5   | DF   | スロベニア   | ボヤン・ヨキッチ             |
| 6   | MF   | スイス       | ヴェロ・サラティッチ         |
| 7   | MF   | ロシア       | ドミトリ・シュスイェフ       |
| 8   | DF   | モルドバ     | チャタリン・カルプ           |
| 9   | MF   | チェコ       | オンドレイ・ヴァニェク       |
| 10  | FW   | カザフスタン | イェルケブラン・セイダフメト |
| 11  | FW   | スロベニア   | ロフロ・ビチェク             |
| 13  | MF   | ロシア       | アザマト・ザセイェフ         |
| 15  | DF   | ロシア       | アレクサンドル・プツコ       |
| 17  | DF   | ロシア       | ドミトリ・ジヴォグリャドフ   |
| 19  | MF   | クロアチア   | イヴァン・パウレヴィッチ     |

| No. | Pos. |                 | 選手名                     |
| --- | ---- | --------------- | -------------------------- |
| 20  | DF   | ロシア          | デニス・トゥムシャン       |
| 27  | DF   | ルーマニア      | イオヌト・ネデルセール     |
| 29  | MF   | ルクセンブルク  | オリヴィエ・ティル         |
| 31  | GK   | ロシア          | アレクサンドル・ベレノフ   |
| 33  | DF   | ロシア          | アレクサンドル・スコフ     |
| 44  | FW   | ナイジェリア    | シルヴェスター・イグブーン |
| 55  | DF   | ジョージア (国) | ジェマール・タビゼ         |
| 56  | DF   | ロシア          | ダニル・クルゴヴォイ       |
| 57  | FW   | ロシア          | ヴャチェスラフ・クロトフ   |
| 77  | MF   | ロシア          | アゼル・アリイェフ         |
| 78  | DF   | ロシア          | イゴール・ディヴェイェフ   |
| 87  | MF   | ロシア          | イゴール・ベスデネチュニフ |
| 88  | GK   | ロシア          | ジオルジ・シェリア         |

## 歴代監督
- アンドレイ・カンチェルスキス 2010-2012
- アンドレイ・マライ（暫定監督） 2012
- イーゴリ・コリヴァノフ 2012-2015
- セルゲイ・トマロフ （暫定監督）2016
- ヴィクトル・ゴンチャレンコ 2016
- セルゲイ・セマク 2017-2018
- セルゲイ・トマロフ 2018
- ドミートリー・キリチェンコ 2018-2019
- ヴァディム・エフセエフ 2019-

## 歴代所属選手

### DF
- ヴィクトル・ヴァシン 2016
- ボヤン・ヨキッチ 2017-

### MF
- 赤星貴文 2014-2015
- エマニュエル・フリンポン 2014-2016
- ヴァギズ・ガリウリン 2014-2016

### FW
- 斎藤陽介 2013-2014
- ケヒンデ・ファタイ 2016-